# Kouyé
Kouyé est une commune située dans le département de Diguel, dans la province du Soum, région du Sahel, au Burkina Faso.